# Luisa Casati

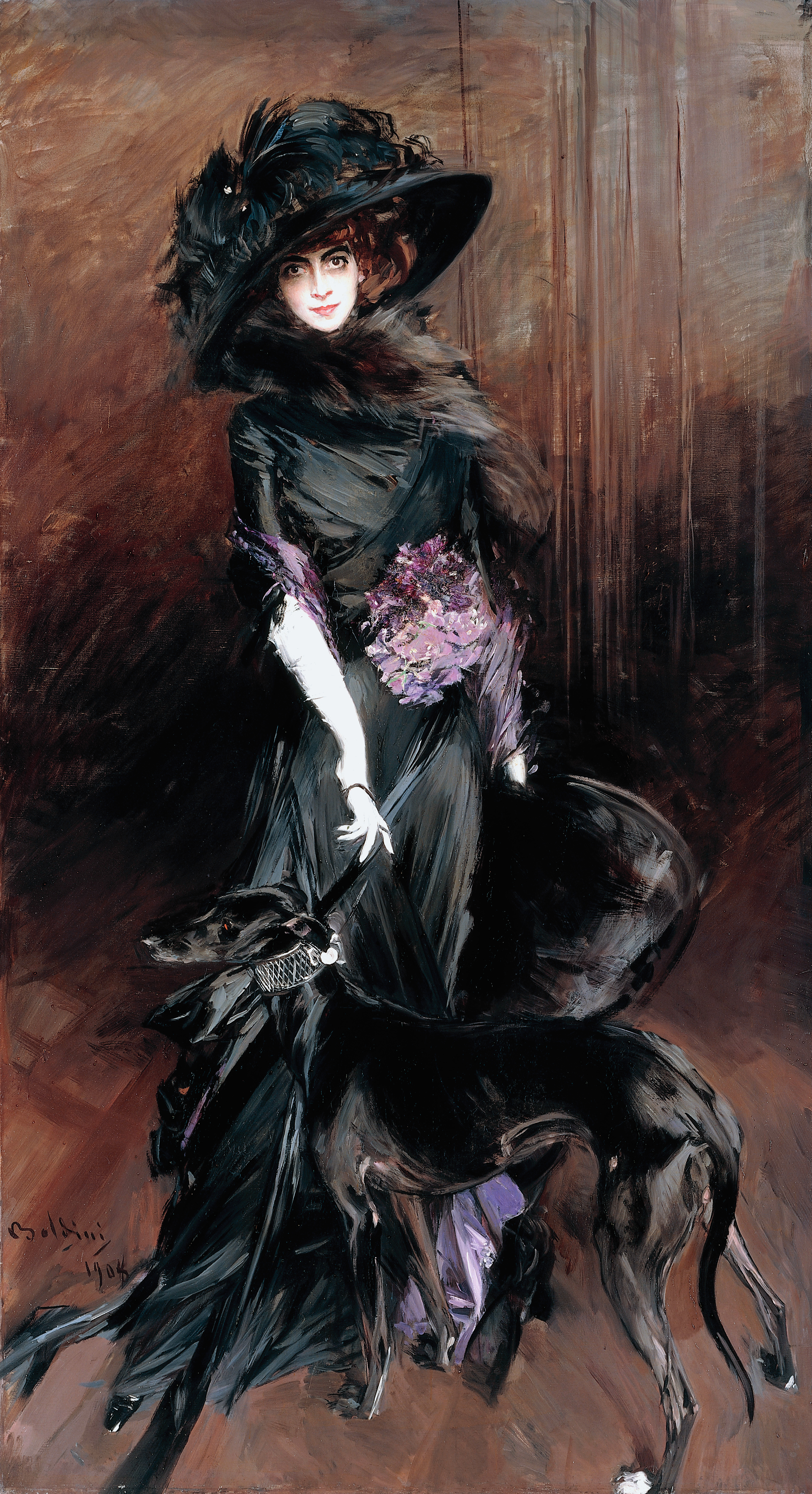
Ritratto della Marchesa Luisa Casati con levriero, di Giovanni Boldini

Luisa Casati, nata Luisa Adele Rosa Maria Amman (Milano, 23 gennaio 1881 – Londra, 1º giugno 1957), è stata una nobildonna e collezionista d'arte italiana, ricordata per le sue eccentricità e per aver ispirato numerosi artisti del suo tempo.

## Biografia
Seconda figlia del ricco produttore di cotone milanese d'origine austriaca Alberto Amman e della milanese Lucia Bressi, passò a Milano un'infanzia privilegiata, ma isolata. Durante l'infanzia cominciò ad appassionarsi alla vita di personaggi come Ludwig II di Baviera, l'imperatrice Elisabetta d'Austria, Sarah Bernhardt, Cristina di Belgiojoso e Virginia Oldoini, contessa di Castiglione. Con la prematura morte dei genitori, Luisa e la sorella maggiore Francesca divennero ricchissime ereditiere.

Nel 1900 Luisa Amman sposò il marchese milanese Camillo Casati Stampa di Soncino e nel 1901 nacque la loro unica figlia: Maria Cristina, poi sposa a Londra di lord Francis Hastings, futuro sedicesimo conte di Huntingdon, e successivamente di lord Wogan Philipps, secondo barone Milford. In seguito la marchesa intraprese una turbolenta relazione con Gabriele D'Annunzio, che provocò uno scandalo e rese la donna eccentrica, a partire dall'abbigliamento e dal vistoso trucco che sfoggiava.

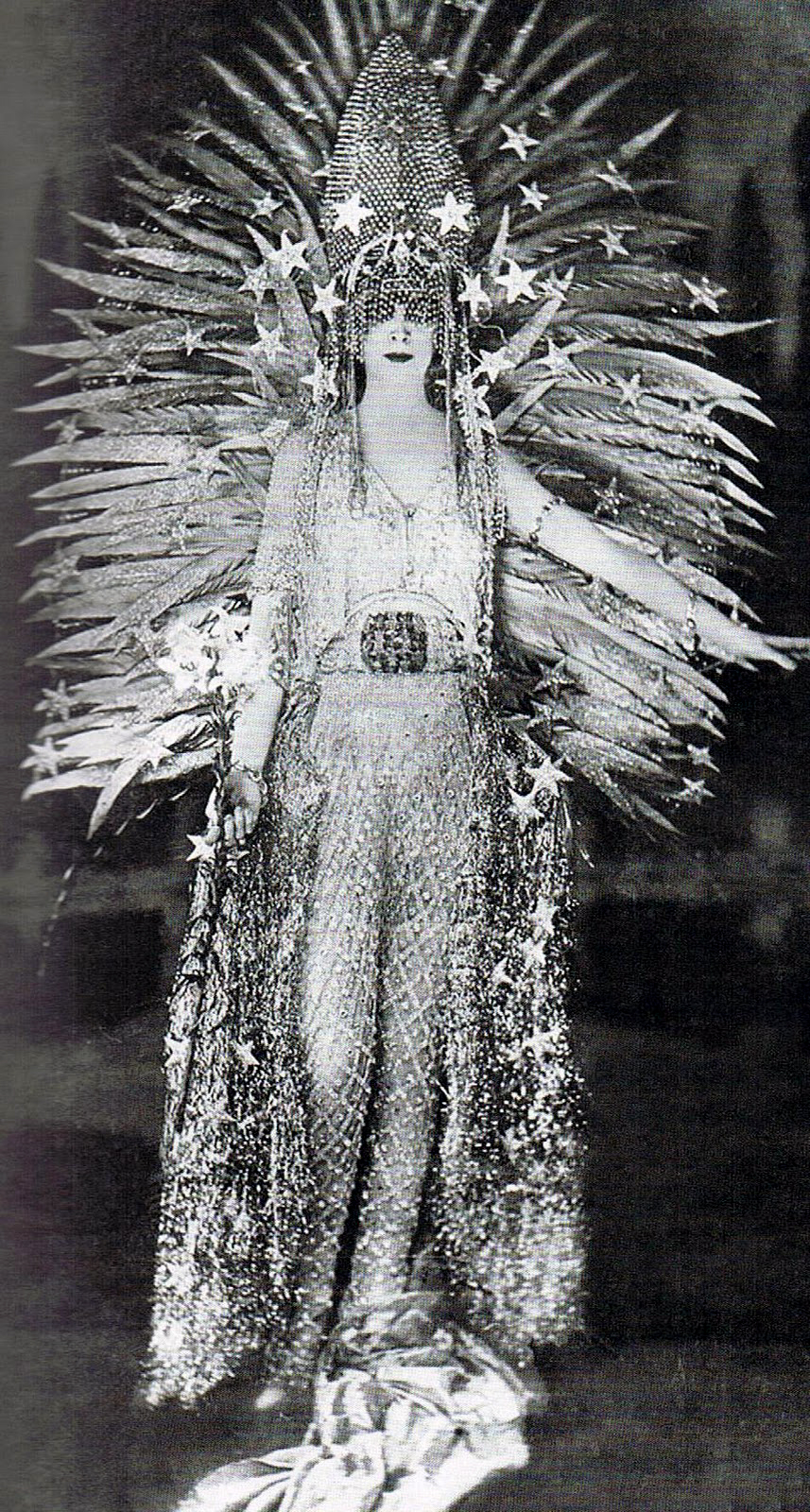
Luisa Casati nel 1922

Nel 1910 acquistò a Venezia l'abbandonato palazzo Venier dei Leoni, oggi sede della fondazione e museo Peggy Guggenheim. Questo palazzo con ampi giardini fu la sua residenza fino al 1924. Celebre la sua festa dove riservò per una notte l'intera piazza San Marco, dove, nelle serate «normali», amava passeggiare nuda, coperta da un mantello di pelliccia. Questo accadeva mentre il servitore d'ordinanza reggeva una torcia in modo che i passanti l'ammirassero.
In questi giardini Luisa Casati accolse corvi albini, pavoni e ghepardi. Lì si tenevano anche feste ed appuntamenti mondani. Tra il 1919 e il 1920 visse nella Villa San Michele a Capri, inquilina del riluttante Axel Munthe.
Nel 1923 decise di acquistare una casa a Parigi, il Palais Rose da lei soprannominato Palais du Rêve, chateau alle porte di Parigi appartenuto a Robert de Montesquiou. Nel 1930 aveva accumulato, a causa del suo stile di vita, un debito di 25 milioni di dollari; impossibilitata a soddisfare tutti i creditori fu costretta a vendere il Palais e tutti i suoi contenuti furono messi all'asta. Tra gli acquirenti all'asta ci fu anche Coco Chanel.
Da Parigi emigrò a Londra, dove vivevano la figlia Cristina, con la quale aveva sempre avuto un rapporto burrascoso, e la nipote Moorea. Qui visse in povertà fino alla morte avvenuta nel 1957. È sepolta a Londra nel Brompton Cemetery. Il suo epitaffio, scelto dalla nipote, recita: «L'età non può appassirla, né l'abitudine rendere insipida la sua varietà infinita». Sono le parole che usa William Shakespeare per descrivere Cleopatra in Antonio e Cleopatra.

## Mecenatismo
Il desiderio di divenire lei stessa un'opera d'arte per mezzo del suo stile di vita e del suo aspetto portò Luisa Casati a ricercare artisti affermati e giovani talenti che la ritraessero in oli su tela, bozzetti, sculture e fotografie.
Alcune delle opere sono andate perdute, mentre altre appartengono a collezionisti privati. Di lei rimangono ritratti e sculture di Giovanni Boldini, Augustus John, Kees van Dongen, Romaine Brooks, Ignacio Zuloaga, Drian, Alberto Martini, Paolo Troubetzkoy, Alastair, Giacomo Balla, Catherine Barjansky, Renato Bertelli, Jacob Epstein e foto di Man Ray, Cecil Beaton e del barone Adolph de Meyer, Sara Lipska.
Il dipinto di chiara matrice simbolista intitolato "La regina Semiramide" di Cesare Saccaggi da Tortona rimanda chiaramente a lei che, al pari della raffigurazione della leggendaria regina di Babilonia, si presentava in pubblico con belve al guinzaglio.
Fu musa di artisti esponenti del simbolismo come Cesare Saccaggi e del futurismo, come Marinetti, Depero e Boccioni, e insieme a questi ultimi contribuì alla messa in scena di uno spettacolo di marionette su musiche di Maurice Ravel.